# Bełchatów Miasto
Bełchatów Miasto – nieczynny kolejowy przystanek osobowy na linii kolejowej nr 24 w Bełchatowie, w województwie łódzkim, w Polsce.

## Historia
Przystanek został wybudowany razem z linią kolejową nr 24 w 1977 roku. Składał się z jednego peronu brzegowego ulokowanego przy torze szlakowym. Do dyspozycji podróżnych były również wiaty przystankowe. W wersji docelowej projektu linii, przystanek miał znajdować się po stronie zachodniej ul. Wojska Polskiego, miał posiadać częściowo zadaszone dwa perony oraz budynek dworcowy. 
W ramach modernizacji i przedłużenia linii kolejowej nr 24 do Bogumiłowa objętych programem Kolej Plus, przystanek Bełchatów Miasto ma zostać przeniesiony na zachodnią stronę ul. Wojska Polskiego (tj. do pierwotnej lokalizacji) i przekształcony w mijankę.
24 lipca 2023 roku na przystanku PKP PLK podpisała umowę z TPF na opracowanie dokumentacji projektowej dotyczącej modernizacji i elektryfikacji linii kolejowej nr 24 wraz z wydłużeniem do Bogumiłowa w ramach programu Kolej +.